# NGC 7097A
NGC 7097A is een elliptisch sterrenstelsel in het sterrenbeeld Kraanvogel. Het hemelobject werd op 5 september 1834 ontdekt door de Britse astronoom John Herschel.

## Synoniemen
- ESO 287-49
- MCG -7-44-30
- PGC 67160